# Сухой Ольшанец
Сухо́й Ольша́нец — село Вязовицкого сельского поселения Долгоруковского района Липецкой области.

## География
Село Сухой Ольшанец находится в западной части Долгоруковского района, в 17 км к северо-западу от села Долгоруково. Располагается на высоких берегах небольшого пересыхающего ручья, в так называемой балке.

## История
Сухой Ольшанец основан в 1820-х годах переселенцами из упразднённого города Чернавска (ныне село Чернава Измалковского района). Эти переселенцы поселились в сухой (безводной) балке, поросшей ольховым лесом. Отсюда и название поселения. В «Списке населённых мест Орловской губернии» 1866 года значится как «казённая деревня Сухой Ольшанец на ручье Сухой Ольшанец», имеет 60 дворов и 701 жителя, 8 ветряных мельниц, 2 крупорушни, 12 маслобоен, 1 замашную толчею. В 1880 году — село с церковью, 186 дворов и 1406 жителей.
В конце 1860-х — начале 1870-х годов в Сухом Ольшанце была построена каменная церковь, освящённая во имя Покрова Пресвятой Богородицы. До образования самостоятельного прихода, ольшанцы состояли в приходах церквей ближайших сёл: Новотроицкого, Вязового, Стрельца.
В 1926 году село Сухой Ольшанец — центр сельсовета, имеется 324 двора, в которых проживает 1823 жителя. В 1932 году — 1959 жителей.
Во время Великой Отечественной войны Сухой Ольшанец был временно оккупирован гитлеровцами. 
30 ноября 1941 года подразделения 45-й пехотной немецкой дивизии, форсировав реку Олым заняли несколько рядом расположенных селений – Русскую Казинку, Николаевку, Весёлую. Главной «добычей» немцев стало крупное село Сухой Ольшанец. 
10 декабря в ходе Елецкой наступательной операции Красной армии Сухой Ольшанец был освобождён.
До 1920-х годов село относилось к Чернавской волости Елецкого уезда Орловской губернии. В 1928 году село в составе Долгоруковского района Елецкого округа Центрально-Чернозёмной области. После разделения ЦЧО в 1934 году Долгоруковский район вошёл в состав Воронежской, в 1935 — Курской, а в 1939 году — Орловской области. С 6 января 1954 года в составе Долгоруковского района Липецкой области.

## Население
| 2010 |
| ---- |
| 145  |

## Достопримечательности
Каменная церковь Покрова Пресвятой Богородицы (2-я половина XIX века).

## Транспорт
Сухой Ольшанец связан с районным центром Долгоруково асфальтированной автодорогой. Пассажирское сообщение осуществляется автобусом, курсирующим по маршруту Долгоруково — Сухой Ольшанец.
Грунтовыми дорогами Сухой Ольшанец связан с сёлами Новотроицкое и Войсковая Казинка, с деревней Белый Конь.